# Antoine Corneille
Pour les articles homonymes, voir Corneille.
Antoine Corneille, né en juillet 1611 à Rouen où il est mort le 20 mai 1657, est un poète français, frère cadet du dramaturge Pierre Corneille.

## Biographie
Second fils de Pierre Corneille (le père) et frère de Pierre et Thomas Corneille, il était avocat du roi. Il fit ses études au collège des Jésuites à Rouen (aujourd'hui lycée Corneille) avant d'être admis, par contrat passé en octobre 1627, au prieuré royal de Saint-Thomas-le-Martyr dit « Le Mont-aux-Malades » près de Rouen (de nos jours à Mont-Saint-Aignan). Il y devint prêtre puis chanoine régulier de Saint-Augustin. En 1636, l’année du Cid, Antoine Corneille était couronné à l’Académie du Puy-Sainte-Cécile ou du Puy-des-Palinods, société littéraire qui se réunissait chaque année à Rouen. Dans une ode, il décrit le naufrage d’un vaisseau dont tout l’équipage périt, à l’exception d’une jeune fille que le solitaire Martinien recueillit sur son roc escarpé. Cette légende des églises d’Orient était choisie pour figurer la Vierge, seule préservée de la chute originelle. En 1636, il présenta aux juges un chant royal sur saint Augustin, patron de son ordre : 
Père du jour retire ton flambeau. 

Je ne suis plus ta clarté coustumière, 

Un nouvel astre, et plus digne et plus beau, 

Offre à mes yeux sa divine lumière, 

Pour me guider au-delà du tombeau. 
En 1639, il fut de nouveau couronné toujours pour le même thème, l’histoire de saint Martinien ; ses succès littéraires lui valurent d’être nommé en 1641 sous prieur du monastère de Saint-Thomas puis prieur-curé de Fréville en décembre 1642. En effet, le roi Philippe III le Hardi donna en 1278, une partie de ses terres de Fréville aux chanoines réguliers du prieuré royal de Saint-Thomas avec, à partir de 1281, le droit de patronage à la cure de Fréville et les dîmes de la cure, à condition que soient nommés à Fréville deux religieux dudit prieuré royal pour desservir la paroisse. Ainsi Antoine Corneille devint curé prieur avec l'intégralité des recettes du bénéfice curé. Toutefois son train de vie y était fort modeste puisqu'il se fit prêter, à cette occasion, des ustensiles de cuisine et du mobilier qu'il promit, par écrit, de restituer. Il pratiquait la règle de son ordre et logeait très simplement dans la maison dite « du prieuré ». Il y resta quinze ans, c'est-à-dire jusqu'à sa mort au monastère de Rouen le 20 mai 1657 à l'âge de quarante-six ans. On sait qu'il demanda de reposer à Fréville où il échappa à une terrible épidémie vers 1640. Sur une plaque de marbre scellée, en 1892, en mémoire de l'abbé Antoine Corneille, on peut lire « curé de cette paroisse, qu'il administra pendant quinze ans et où il fut inhumé, en 1657, auteur de poésies sacrées et bon pasteur qui donna sa vie pour ses brebis ». Les curés étaient alors inhumés dans le chœur et les vicaires dans la nef.

## Œuvres
- Poésies d’Antoine Corneille, publiées d’après l’édition de 1647, avec une notice et des notes de Prosper Blanchemain, Rouen, Cagniard, 1877

### Sources et bibliographie
- Armand Gabriel Ballin, Notice historique de l’Académie des Palinods, Rouen, 1834
- William Duckett, Dictionnaire de la conversation et de la lecture, inventaire raisonné des notions générales les plus indispensables à tous, par une société de savants et de gens de lettres, 1854
- Philippe Gaury "Mesnil-Panneville, Carville-la-Folletière, Fréville", ed Bertout, 145p, 2003
- Abbé Langlois, Histoire du Prieuré du Mont-aux-Malades-lès-Rouen, Rouen, Fleury, 1851